# V477 Андромеды
V477 Андромеды (лат. V477 Andromedae) — двойная затменная переменная звезда типа W Большой Медведицы (EW) в созвездии Андромеды на расстоянии приблизительно 2979 световых лет (около 913 парсеков) от Солнца. Видимая звёздная величина звезды — от +13,64m до +13,25m. Орбитальный период — около 0,3627 суток (8,7036 часов).

## Характеристики
Первый компонент — жёлтая звезда спектрального класса G. Радиус — около 1,5 солнечного, светимость — около 2,297 солнечных. Эффективная температура — около 5810 K.
Второй компонент — жёлтая звезда спектрального класса G.